# Quincy Promes
Quincy Promes (* 4. ledna 1992, Amsterdam, Nizozemsko) je nizozemský fotbalový záložník a reprezentant, který od roku 2021 působí v ruském klubu Spartak Moskva.

## Klubová kariéra
Profesionální fotbalovou kariéru zahájil v roce 2012 v FC Twente. Sezonu 2012/13 strávil na hostování v jiném nizozemském klubu Go Ahead Eagles.

## Reprezentační kariéra
Quincy Promes byl členem nizozemských mládežnických výběrů od kategorie U19.
V A-mužstvu Nizozemska debutoval pod trenérem Louisem van Gaalem 5. března 2014 v přátelském zápase s Francií na Stade de France. Nastoupil na hřiště v základní sestavě, Nizozemci prohráli 0:2.